# Florian Sénéchal
Florian Sénéchal (Cambrai, 10 luglio 1993) è un ciclista su strada francese che corre per il team Arkéa-B&B Hotels.
Professionista dal 2014, è uno specialista delle classiche. Nel 2015, dopo una buona prestazione alla Parigi-Roubaix, è giunto terzo al Tro-Bro Léon e ha partecipato al Tour de France. Nel 2018 si è classificato secondo alla Dwars door West-Vlaanderen e al Giro del Piemonte e terzo al Grand Prix d'Isbergues; l'anno dopo è tornato al successo aggiudicandosi Le Samyn. Nel 2021 ha vinto una tappa alla Vuelta a España.

## Palmarès

### Strada
- 2010 (Juniores)

Route de Dali Juniors
3ª tappa Keizer der Juniores (Koksijde > Koksijde)
- 2011 (Juniores)

Parigi-Roubaix Juniors
2ª tappa Keizer der Juniores (Koksijde > Koksijde, cronometro)
Classifica generale Keizer der Juniores
Boucles de Seine-et-Marne Junior
- 2012 (EFC-Omega Pharma-Quick Step, due vittorie)

Bruxelles-Opwijk
Grote Prijs Stad Roeselare
- 2013 (Etixx-iHNed, tre vittorie)

Memoriał Henryka Łasaka
2ª tappa Okolo Jižních Čech (Týn nad Vltavou > Milevsko)
Classifica generale Okolo Jižních Čech
- 2019 (Deceuninck-Quick Step, una vittoria)

Le Samyn
- 2020 (Deceuninck-Quick Step, una vittoria)

Druivenkoers
- 2021 (Deceuninck-Quick Step, due vittorie)

13ª tappa Vuelta a España (Belmez > Villanueva de la Serena)
Primus Classic
- 2022 (Quick-Step Alpha Vinyl Team, una vittoria)

Campionati francesi, Prova in linea

#### Altri successi
- 2013 (Etixx-iHNed)

Classifica a punti Okolo Jižních Čech
4ª tappa Tour de Vysočina
- 2014 (Cofidis)

Classifica giovani La Tropicale Amissa Bongo
- 2016 (Cofidis)

Classifica giovani Tour de Wallonie
- 2020 (Deceuninck-Quick Step)

Grote Prijs Vermarc Sport

## Piazzamenti

### Grandi Giri
- Giro d'Italia

2018: 135º
2019: ritirato (20ª tappa)
- Tour de France

2015: 135º
2017: 161º
2022: 106º
- Vuelta a España

2016: ritirato (12ª tappa)
2021: 118º

### Classiche monumento
- Milano-Sanremo

2015: 75º
2017: 173º
2022: 14º
2023: 76º
- Giro delle Fiandre

2014: ritirato
2015: 90º
2017: 40º
2018: 44º
2020: 12º
2021: 9º
2022: 38º
2023: ritirato
2024: 62°
- Parigi-Roubaix

2014: 49º
2015: 17º
2016: 26º
2017: 12º
2018: ritirato
2019: 6º
2021: 71º
2022: 13º
2023: 63º
2024: 60º
- Giro di Lombardia

2018: ritirato

### Competizioni mondiali
- Campionati del mondo

Offida 2010 - In linea Juniors: 53º
Copenaghen 2011 - In linea Juniors: 4º
Toscana 2013 - Cronometro a squadre: 25º
Yorkshire 2019 - In linea Elite: ritirato
Fiandre 2021 - In linea Elite: 9º
Wollongong 2022 - In linea Elite: 90º
Glasgow 2023 - In linea Elite: ritirato

### Competizioni continentali
- Campionati europei

Ankara 2010 - In linea Juniores: 25º
Offida 2011 - In linea Juniores: 60º
Alkmaar 2019 - In linea Elite: 29º
Drenthe 2023 - In linea Elite: 10º